# Glock 45
Die Glock 45 ist eine halbautomatische Pistole im Kaliber 9 × 19 mm des Herstellers Glock. Sie kann mit einem Magazin von 17 bis 33 Patronen ausgestattet werden und wiegt ungeladen 694 Gramm. Die kompakte Crossover-Pistole kombiniert einen kompakten Verschluss mit einem Standard-Griffstück und verfügt über alle Vorteile eines Gen5-Modells. Sie basiert auf der Militärpistole Glock 19X, kombiniert mit Erfahrungen von Strafverfolgungsbehörden weltweit.

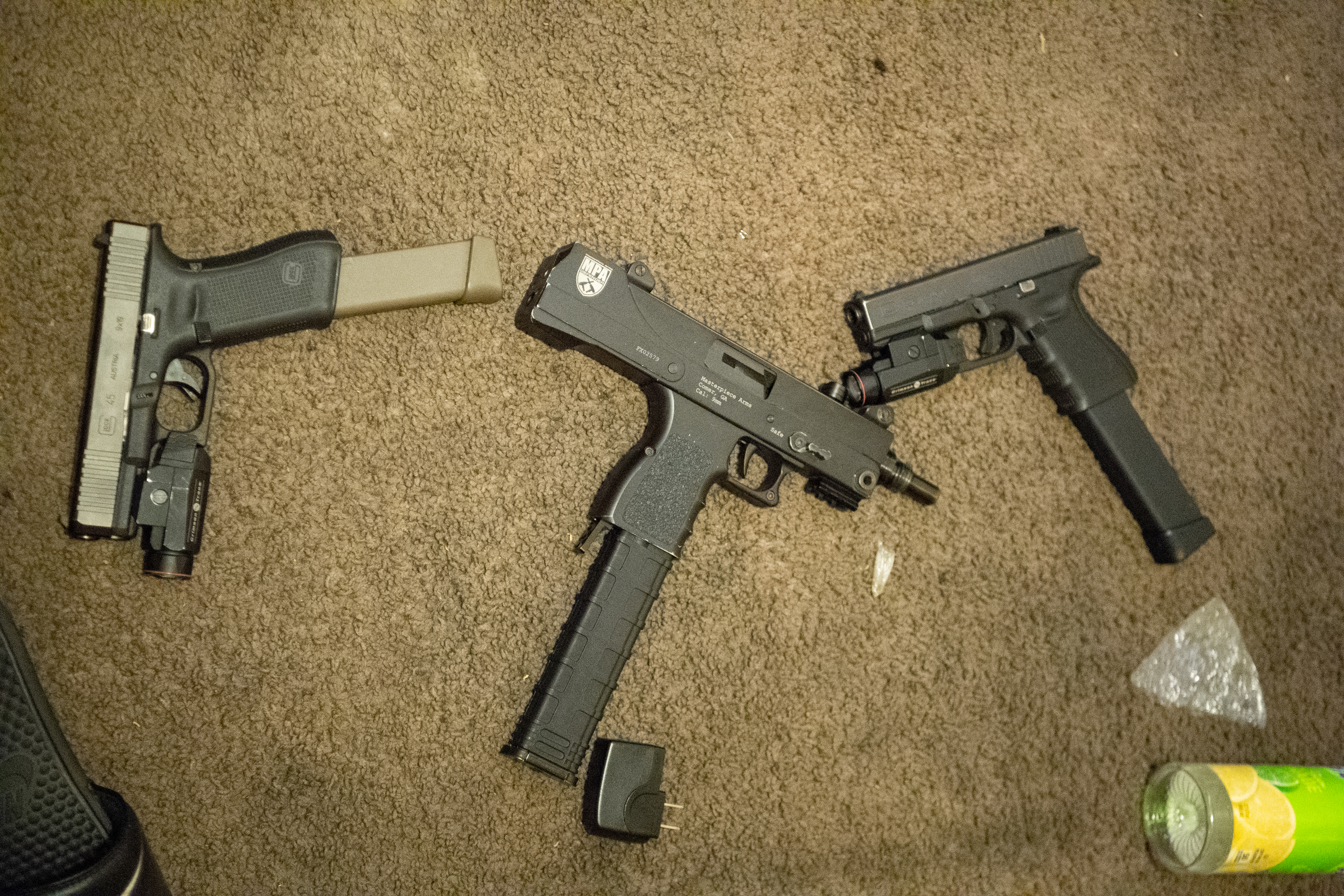
Eine Glock 45 (links) mit einer Masterpiece Arms MPA30T (Mitte) und einer weiteren Glock-Pistole

Die Glock 45 wird unter anderem von den Kampfschwimmern Jednostka Wojskowa Formoza verwendet, die Teil der polnischen Spezialkräfte sind. Dabei handelt es sich um die Variante Glock 45 MOS (Modular Optic System), welche die Montage eines Reflexvisiers auf dem Verschluss ermöglicht.
2023 führte die griechische Polizei eine modifizierte Version der Glock 45 MOS als Dienstpistole ein.